# Texel
Texel er en kommune og en ø på 162 km2 med en befolkning på 13.547 (1. januar 2019) i provinsen Noord Holland i Holland. Det er den største og mest folkerige af de vestfrisiske øer i Vadehavet. Øen ligger nord for Den Helder, nordøst for Noorderhaaks, også kendt som "Razende Bol" og sydvest for Vlieland.

## Navn
Navnet Texel er frisisk, men på grund af historiske lyd-ændringer i hollandsk, hvor alle x-lyde er blevet erstattet med s-lyde (sammenlignet for eksempel engelsk fox, frisisk fokse, tysk Fuchs med hollandske vos), navnet er typisk udtalt Tessel på hollandsk.

## Historie
Allhelgers Oversvømmelse i 1170 skabte Texel og Wieringen fra Nordholland. I det 13. århundrede blev Ada, grevinde af Holland holdt fængslet på Texel af sin onkel William.
Texel modtog byrettigheder i 1415.
Texel var involveret i slaget ved Scheveningen (1653) under den første anglo-hollandske krig og slaget om Texel (1673) under den tredje anglo-hollandske krig.
Texel er også berømt i militærhistorie som det eneste sted, hvor en flåde er blev besejret på hesteryg. Den franske kontinentale hær besatte Holland i 1795 og erfarede, at den mægtige hollandske flåde var frosset i isen omkring Texel, så kommandant Louis Joseph Lahure og 128 mænd red op til flåden og krævede deres overgivelse. Ingen skud blev affyret.
I 1797 var Texel involveret i slaget ved Camperdown under den franske revolutionskrig.
Under den amerikanske revolution blev Texel brugt som sikker havn for USS <i id="mwPQ">Bonhomme Richard,</i> før den sank ud for Flamborough Heads kyst i Storbritannien i september 1779. John Paul Jones besejrede og erobrede det britiske skib HMS <i id="mwQQ">Serapis</i>, som han sejlede til Texel for nødvendige reparationer. Denne begivenhed kompliceret anglo-hollandsk relationer yderligere.
Under Første Verdenskrig i 1914 fandt Slaget ved Texal sted ud for Texels kyst.
På natten den 31. august 1940 var havet nordvest for Texel scene for sænkningen af to britiske destroyers og alvorlige skade på en tredje af tyske miner i den såkaldte Texel-katastrofe .
I slutningen af anden verdenskrig i 1945 fandt den georgiske opstand på Texel sted på øen.
Kommunen er placeret nord for fastlandet i provinsen Nordholland og vest for fastlandet i provinsen Friesland. Øen Texel ligger nord for byen Den Helder, nordøst for den ubeboede ø Noorderhaaks, som er en del af kommunen, og sydvest for øen Vlieland.
Øen omfatter de syv landsbyer De Cocksdorp, De Koog, De Waal, Den Burg, Den Hoorn, Oosterend og Oudeschild. En række mindre byer findes også på øen.
Øen Texel var oprindelig bestående af to øer; det egentlige Texel mod syd og Eierland i nordøst, der var forbundet med sandbanker. I begyndelsen af det syttende århundrede blev øerne forbundet med en dige for at holde Nordsøen fra at ødelægge kystområderne i Texel. I midten af det nittende århundrede fuldførtes en inddæmning af den nordlige halvdel af øen. I dag udgør Texel den største naturlige barriere mellem Nordsøen og Vadehavet.
Klitlandskabet langs øens vestkyst er beskyttet som Nationalpark Texel Klitlandskab.

### Landskab
Klitlandskabet på Texel er et unikt habitat for dyreliv. Bemærkelsesværdige områder omfatter De Slufter, hvor tidevandet kommer ind og møder klitterne, hvor der dannes et sumpet miljø, der er rigt på både fauna og flora. Texel er kendt for sit dyreliv, især om vinteren, når rovfugle og gæs opholder sig. Ca. en tredjedel af Texel er et beskyttet naturreservat. Et vådområde kaldet Utopia er designet til fugle til at bygge rede i. Udover det vilde dyreliv har Texel lagt navn til texelfåret.

## Galleri
- Klitlandskab ved Texel Nationalpark.

## Økonomi
Turismen er en væsentlig del af økonomien i Texel. Ca. 70% af aktiviteterne på Texel er på en eller anden måde relateret til turismen. Populære former for turisme på Texel omfatter cykling, gåture, svømning og ridning.

## Lokal administration
Kommunalbestyrelsen i Texel består af 15 pladser, som er opdelt som følger (fra de seneste valgresultater i 2018):
- Texels Belang, 4 pladser
- VVD , 3 pladser
- PvdA , 2 pladser
- GroenLinks , 2 pladser
- CDA , 2 pladser
- D66 , 1 sæde
- Texel 2010, 1 plads

Transport omkring på øen er typisk på cykel, bus (Texelhopper) eller bil. Texel har et omfattende cykelstienetværk. Transport til Texel er normalt med færge (Royal TESO) fra Den Helder, eller fly via Texel International Airport. Færgen Texelstroom bruger 80% komprimeret naturgas.